# Sutoro
Sutoro (reichsaramäisch ܡܟܬܒܐ ܕܣܘܬܪܐ ܣܘܪܝܝܐ, arabisch سوتورو) ist eine christliche aramäisch-assyrische Miliz, die im Nordosten Syriens, vor allem in der Provinz al-Hasaka aktiv ist.
In der Region um die Städte al-Qahtaniyah und al-Malikiya untersteht die Sutoro der Assyrischen Einheitspartei (SUP), welche mit der kurdischen Partei der Demokratischen Union (PYD) verbündet ist. In der Stadt Qamischli werden die der SUP unterstellte Sutoro und die der Assad-Regierung nahestehenden Sootoro unterschieden. Die militärische Ausbildung erhielt die Sutoro in den Ausbildungslagern der kurdischen Volksverteidigungseinheiten (YPG).
Im Juni 2016 vereitelten Angehörige der Sutoro in Qamischli einen Mordanschlag auf den Patriarchen der syrisch-orthodoxen Kirche, Ignatius Ephräm II. Karim.